# Halowe Mistrzostwa Europy w Lekkoatletyce 1971 – skok w dal kobiet
Skok w dal kobiet – jedna z konkurencji technicznych rozgrywanych podczas halowych lekkoatletycznych mistrzostw Europy w hali Festiwalna w Sofii. Rozegrano od razu finał 13 marca 1971. Zwyciężyła reprezentantka Republiki Federalnej Niemiec Heide Rosendahl. Tytułu zdobytego na poprzednich mistrzostwach nie obroniła Viorica Viscopoleanu z Rumunii, która tym razem wywalczyła brązowy medal.

## Rezultaty
Rozegrano od razu finał, w którym wzięło udział 10 zawodniczek.

Opracowano na podstawie materiału źródłowego.
| Poz. | Zawodniczka          | Reprezentacja  | Próby | Próby | Próby | Próby | Próby | Próby | Wynik |
| Poz. | Zawodniczka          | Reprezentacja  | 1     | 2     | 3     | 4     | 5     | 6     | Wynik |
| ---- | -------------------- | -------------- | ----- | ----- | ----- | ----- | ----- | ----- | ----- |
| 01 ! | Heide Rosendahl      | RFN            | 6,41  | x     | 6,18  | 6,64  | x     | x     | 6,64  |
| 02 ! | Irena Szewińska      | Polska         | 6,18  | x     | 6,36  | 6,56  | x     | 6,47  | 6,56  |
| 03 ! | Viorica Viscopoleanu | Rumunia        | x     | x     | 6,45  | 6,47  | 6.53  | x     | 6,53  |
| 4.   | Meta Antenen         | NRD            | 6,04  | 6,25  | x     | x     | x     | 6,33  | 6,33  |
| 5.   | Ałła Smirnowa        | ZSRR           | 6,30  | x     | 6,09  | 5,98  | x     | x     | 6,30  |
| 6.   | Heidi Schüller       | RFN            | 6,25  | x     | 6,14  | x     | 5,91  | 5,88  | 6,25  |
| 7.   | Brigitte Roesen      | RFN            |       |       |       |       |       |       | 6,20  |
| 8.   | Helēna Ringa         | ZSRR           |       |       |       |       |       |       | 5,98  |
| 9.   | Jarmila Nygrýnová    | Czechosłowacja |       |       |       |       |       |       | 5,96  |
| 10.  | Nadiałka Angełowa    | Bułgaria       |       |       |       |       |       |       | 5,94  |